# Madari, Muddebihal
Madari là một làng thuộc tehsil Muddebihal, huyện Bijapur, bang Karnataka, Ấn Độ.